# Lissoeme maculata
Lissoeme maculata là một loài bọ cánh cứng trong họ Cerambycidae.